# ヘント〜ウェヴェルヘム2005
ヘント〜ウェヴェルヘム2005は、ヘント〜ウェヴェルヘムの67回目のレース。2005年4月6日、208kmの距離で行われ、ニコ・マッタンが優勝。

## 結果
|    | 選手名                       | チーム                   | 時間          |
| -- | ---------------------------- | ------------------------ | ------------- |
| 1  | ニコ・マッタン               | ダヴィタモン・ロット     | 4時間53分07秒 |
| 2  | フアン・アントニオ・フレチャ | ファッサ・ボルトロ       | + 2秒         |
| 3  | ダニエーレ・ベンナーティ     | ランプレ・カッフィータ   | + 9秒         |
| 4  | ファビアン・カンチェラーラ   | ファッサ・ボルトロ       | 同            |
| 5  | トル・フースホフト           | クレディ・アグリコル     | 同            |
| 6  | バーデン・クック             | フランセーズ・デ・ジュー | + 16秒        |
| 7  | トム・ステールス             | ダヴィタモン・ロット     | + 18秒        |
| 8  | シモーネ・カダムーロ         | ドミーナ・ヴァカンツェ   | 同            |
| 9  | エリック・ツァベル           | T-モバイル               | 同            |
| 10 | スチュアート・オグレディ     | コフィディス             | 同            |